# 浦士衡
浦士衡（1557年—？），字殷卿，號襟海，直隸蘇州府太倉州人，匠籍，明朝政治人物。

## 生平
萬曆十年（1582年）壬午科應天鄉試第六十四名，萬曆十四年（1586年）丙戌科會試二百二十三名，登二甲第二十四名進士。刑部观政，十五年授河南裕州知州，二十三年致仕。

## 家族
曾祖浦堂，曾任散官；祖父浦日規，曾任國子生；父浦巨源，曾任恩例儒官。母周氏；母歸氏。具庆下。從弟浦忠，乙酉举人。